# Jacobus Leveck
Jacobus Leveck (Dordrecht, 1634 - aldaar, 1675), ook wel Levecq, Lavecq of l'Evesque, was een Nederlands kunstschilder en prentenverzamelaar. Als schilder vervaardigde hij voornamelijk portretten.

## Biografie
Hij werd geboren als zoon van de koopman Jaques Jaquesz Levesque (overleden 1660) en Soetgen Antheunisdr van Haerlem (overleden 1655). Leveck ging in de periode 1653 - 1655 in Amsterdam in de leer bij Rembrandt. De invloed van Rembrandt is merkbaar in met name de vroege werken van Leveck, waarin hij gebruikmaakt van een losse toets en clair-obscureffecten. Zijn latere werk is gladder en eleganter van aard, in navolging van het werk van Jan de Baen en Govert Flinck.
Toen Leveck na de dood van zijn vader in 1660 wat geld erfde, stelde hem dat in staat een reis naar Frankrijk te maken, waar hij Parijs en Sedan bezocht en enkele portretten schilderde. De schilder en schrijver Arnold Houbraken, die zelf enige tijd in de leer was bij Leveck, vermeldt in zijn werk De groote schouburgh der Nederlantsche konstschilders en schilderessen dat het geld snel op was, aangezien de kunstenaar kennelijk meer van gezelschap hield dan van schilderen. Hij keerde spoedig terug naar Dordrecht, waar hij zijn verdere leven zou wonen en werken. Hij schilderde onder andere het portret van Mattheus Eliasz van den Broucke omstreeks 1665, toen 13 jaar oud en later bekend als VOC directeur in de Bengalen.

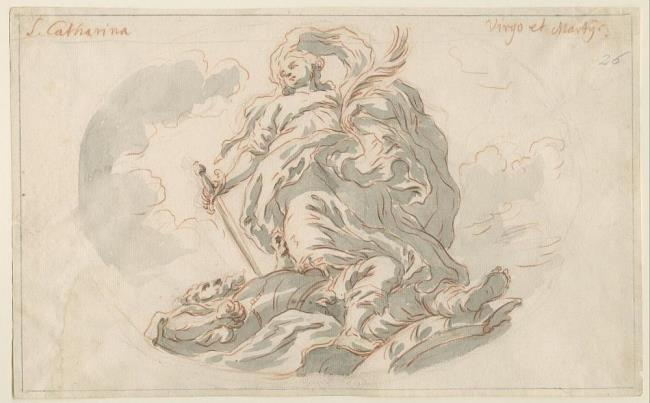
Rubens - RKDimages, 241582

Leveck verzamelde ook prenten en tot zijn verzameling behoorde onder andere een acquarel van Peter Paul Rubens.
Houbraken verbleef als leerling bij Leveck tijdens de laatste maanden van diens leven. De schilder was ziekelijk en had bovendien de zorg voor zijn blinde halfbroer Aernout. Hij schilderde in die periode derhalve weinig. Aernout overleed in januari 1675, en Leveck zelf niet lang daarna.
Leveck werd op 2 september 1675 in Dordrecht begraven.

## Galerij

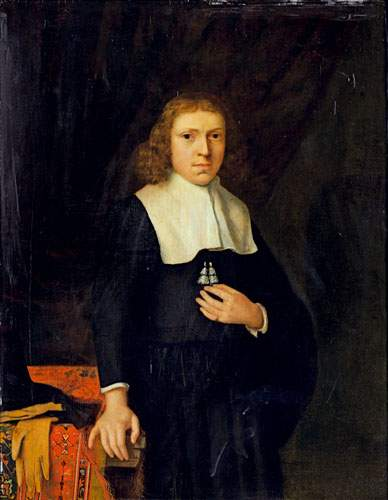
Portret van een onbekende man, ca. 1650
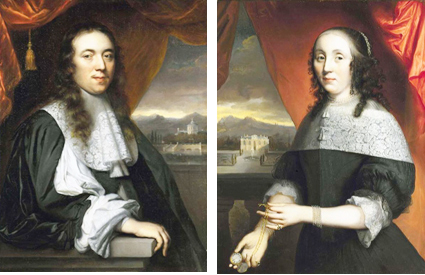
Adriaen Braets en echtgenote Maria, 1664
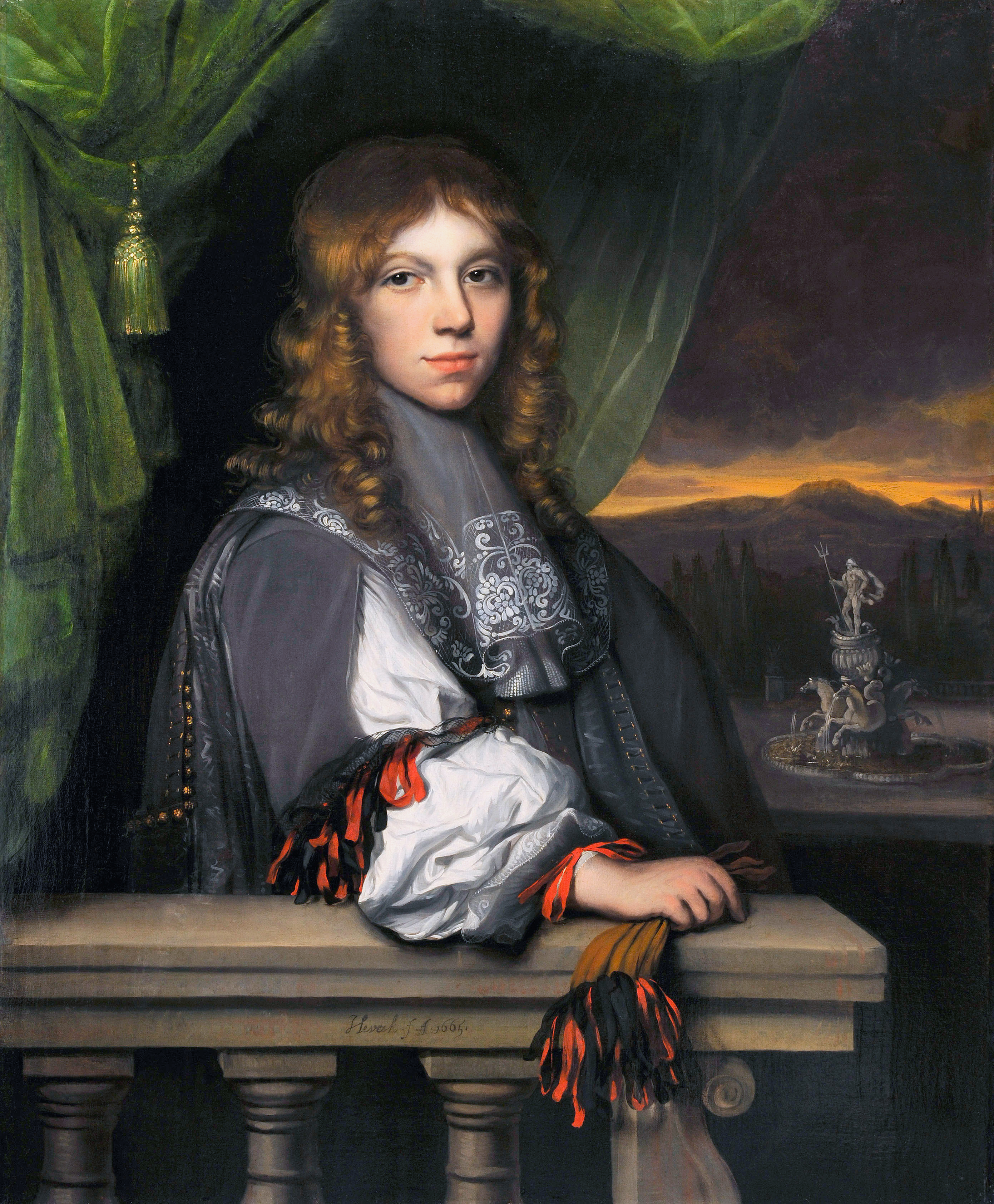
Portret van Mattheus Eliasz van den Broucke, 1665
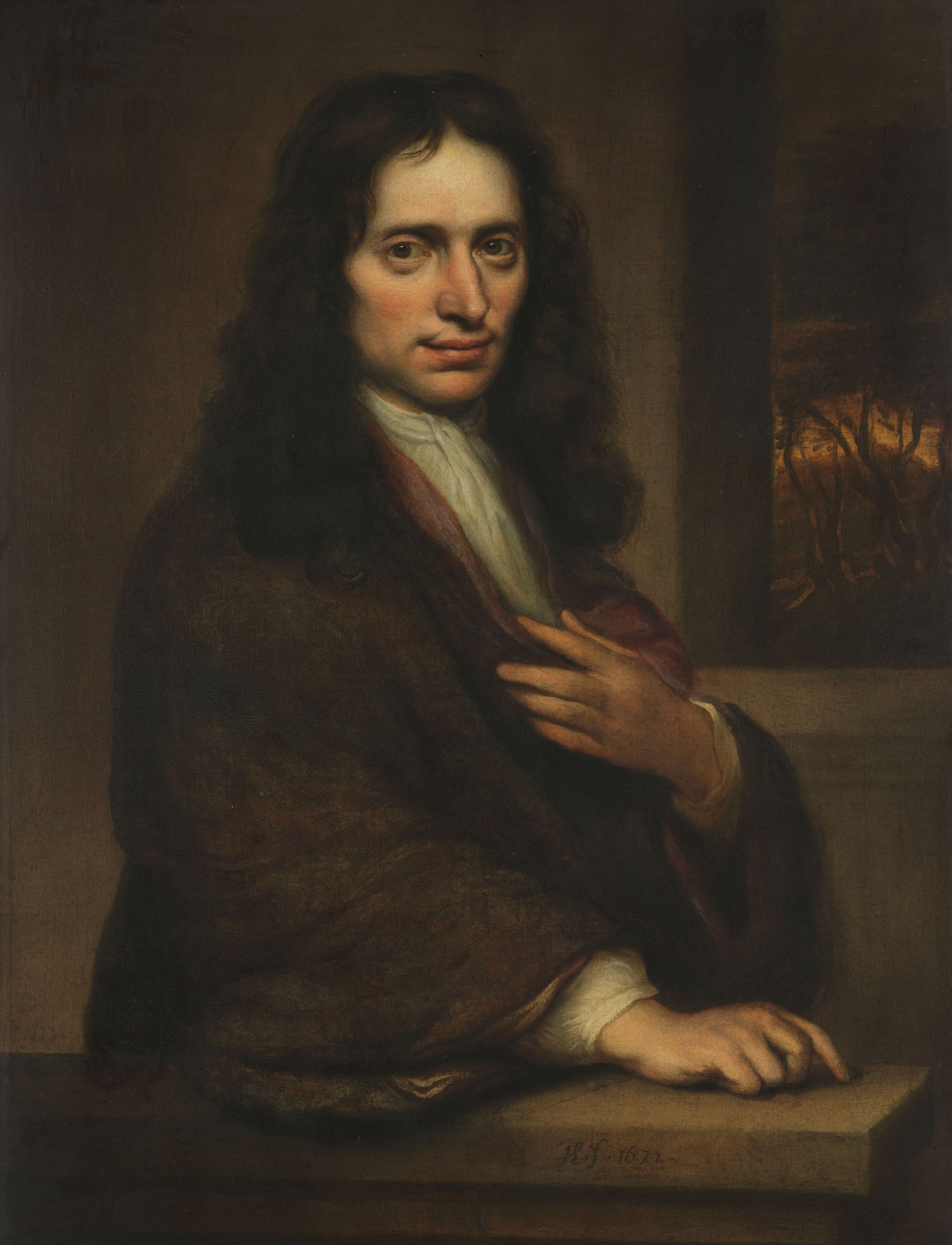
Portret van een jonge man. Staand, ten halven lijve, leunend met de rechterhand op een balustrade, rechts een venster met landschap, 1672